# Scaphisoma perbrincki
Espèce
Scaphisoma perbrincki est une espèce de coléoptères de la famille des Staphylinidae et de la sous-famille des Scaphidiinae.

## Répartition et habitat
Cette espèce est décrite du Sri Lanka.